# Tercera Federación - Grupo XIII 2024-25
La temporada 2024-25 del Grupo XIII de la Tercera Federación de fútbol comenzó el 8 de septiembre de 2024 y finalizó el 11 de mayo de mayo de 2025. Posteriormente se disputó la promoción de ascenso entre el 18 de mayo y el 8 de junio en su fase territorial, y para finalizar en su fase nacional hasta el 22 de junio. Se trata de la cuarta edición tras la restructuración de las categorías no profesionales por parte de la RFEF a causa de la pandemia global causada por el Coronavirus; y es la quinta categoría a nivel nacional.

## Sistema de competición
Participan dieciocho clubes encuadrados en un único grupo. Se enfrentan todos contra todos en dos ocasiones -una en campo propio y otra en campo contrario- durante un total de 34 jornadas. El orden de los encuentros se decide por sorteo antes de empezar la competición. La Federación de Fútbol de la Región de Murcia es la responsable de designar las fechas de los partidos y los árbitros de cada encuentro, reservando al equipo local la potestad de fijar el horario exacto de cada encuentro.
Una vez finalizada la competición, el primer clasificado asciende directamente a Segunda Federación y se proclama campeón de Tercera Federación.
Los clasificados entre el segundo y el quinto lugar disputan un Play Off territorial en formato de eliminatorias a doble partido ida y vuelta. En caso de empate el vencedor de la eliminatoria es el equipo mejor clasificado. El equipo vencedor de este Play Off se clasifica a la Promoción de ascenso a Segunda Federación que tiene carácter de final interterritorial.
Los tres últimos clasificados descienden directamente a Preferente Autonómica. Puede haber más descensos por arrastre provocados por descensos de superior categoría.

## Ascensos y descensos
| Pos. | Ascendidos a 2ª Federación |
| ---- | -------------------------- |
| 1º   | Deportiva Minera           |

| Pos. | Descendidos de 2ª Federación |
| ---- | ---------------------------- |
| 18º  | F. C. Cartagena "B"          |

| Pos.    | Acendidos de Preferente Autonómica |
| ------- | ---------------------------------- |
| 2º      | C. D. Bala Azul                    |
| Playoff | S. F. C. Minerva                   |
| 3º      | Águilas F. C. "B"                  |
| Compra  | C. F. Santomera                    |

| Pos. | Descendidos a Preferente Autonómica |
| ---- | ----------------------------------- |
| 10º  | Racing Murcia F. C.                 |
| 16º  | C. A. P. Ciudad de Murcia           |
| 17º  | C. D. Algar                         |
| 18º  | Montecasillas F. C.                 |

El Racing Cartagena Mar Menor, descendido de 2ª Federación no se inscribió. Su plaza salió a concurso y la adquirió el C. F. Santomera.

## Equipos participantes
De los 18 equipos participantes en la Temporada 2024-2025 del Grupo XIII de la Tercera Federación, diecisiete tienen su sede en la Provincia de Murcia y uno en la Provincia de Almería.

### Información sobre los equipos
| Equipo                     | Localidad                     | Estadio                      | Capacidad |
| -------------------------- | ----------------------------- | ---------------------------- | --------- |
| Águilas F. C. "B"          | Águilas                       | Armando Muñoz Calero         | 500       |
| Alcantarilla F. C.         | Alcantarilla                  | Ángel Sornichero             | 800       |
| Atlético Pulpileño         | Pulpí                         | San Miguel                   | 2.000     |
| C. D. Bala Azul            | Puerto de Mazarrón (Mazarrón) | Playasol                     | 1.500     |
| C. D. Bullense Grana       | Bullas                        | Nicolás de las Peñas         | 2.000     |
| U. D. Caravaca             | Caravaca de la Cruz           | El Morao                     | 4.500     |
| F. C. Cartagena "B"        | Cartagena                     | José María Ferrer            | 1.500     |
| C.D. Cieza                 | Cieza                         | La Arboleja                  | 5.500     |
| El Palmar C. F.            | El Palmar (Murcia)            | Polideportivo El Palmar      | 1.000     |
| C. F. Lorca Deportiva      | Lorca                         | Francisco Artés Carrasco     | 8.120     |
| Deportivo Marítimo         | Cartagena                     | Mundial 82                   | 1.000     |
| S. F. C. Minerva           | Alumbres (Cartagena)          | El Secante                   | 1.000     |
| Muleño C. F.               | Mula                          | Municipal El Curtís          | 4.000     |
| Real Murcia Imperial C. F. | Santomera                     | El Limonar                   | 1.500     |
| C. D. Plus Ultra           | Llano de Brujas (Murcia)      | Municipal de Llano de Brujas | 1.000     |
| C. F. Santomera            | Santomera                     | El Limonar                   | 3.000     |
| UCAM Murcia C. F. "B"      | Sangonera la Verde (Murcia)   | El Mayayo                    | 2.500     |
| Unión Molinense C. F.      | Molina de Segura              | Sánchez Cánovas              | 4.500     |

| Águilas "B" Alcantarilla Pulpileño Bala Azul Bullense Caravaca Cartagena "B" Cieza El Palmar Lorca Dep. Marítimo Minerva Muleño Murcia Imperial Plus Ultra Santomera UCAM "B" Molinense |

### Equipos por provincia
| N.° | Provincia | Equipos |
| --- | --------- | --- |
| 1   | Almería   | Atlético Pulpileño |
| 17  | Murcia    | Águilas F. C. "B", Alcantarilla F. C., C. D. Bala Azul, C. D. Bullense, U. D. Caravaca, F. C. Cartagena "B", C. D. Cieza, El Palmar C. F., C. F. Lorca Deportiva, Deportivo Marítimo, S. F. C. Minerva, Muleño C.F., Real Murcia Imperial C. F., C. D. Plus Ultra, C. F. Santomera, UCAM Murcia C. F. "B" y Unión Molinense C. F.. |

## Clasificación
| Pos. | Equipo                       | Pts. | PJ | G  | E  | P  | GF | GC | Dif. |                                                                   |
| ---- | ---------------------------- | ---- | -- | -- | -- | -- | -- | -- | ---- | ----------------------------------------------------------------- |
| 1    | C. F. Lorca Deportiva (A, C) | 78   | 34 | 24 | 6  | 4  | 62 | 22 | +40  | Ascenso a Segunda Federación y Copa del Rey                       |
| 2    | C. D. Cieza                  | 70   | 34 | 21 | 7  | 6  | 73 | 26 | +47  | Acceso a Promoción de Ascenso a Segunda Federación y Copa del Rey |
| 3    | Unión Molinense C. F.        | 67   | 34 | 18 | 13 | 3  | 54 | 24 | +30  | Play-Offs Ascenso a Segunda Federación                            |
| 4    | C. F. Santomera              | 62   | 34 | 18 | 8  | 8  | 66 | 42 | +24  | Play-Offs Ascenso a Segunda Federación                            |
| 5    | Águilas F. C. "B"            | 62   | 34 | 18 | 8  | 8  | 52 | 23 | +29  |                                                                   |
| 6    | Atlético Pulpileño           | 55   | 34 | 15 | 10 | 9  | 35 | 23 | +12  | Play-Offs Ascenso a Segunda Federación                            |
| 7    | UCAM Murcia C. F. "B"        | 51   | 34 | 14 | 9  | 11 | 45 | 35 | +10  |                                                                   |
| 8    | Real Murcia Imperial C. F.   | 49   | 34 | 13 | 10 | 11 | 44 | 31 | +13  |                                                                   |
| 9    | El Palmar C. F.              | 46   | 34 | 12 | 10 | 12 | 48 | 45 | +3   |                                                                   |
| 10   | C. D. Bala Azul              | 44   | 34 | 10 | 14 | 10 | 34 | 27 | +7   |                                                                   |
| 11   | U. D. Caravaca               | 43   | 34 | 11 | 10 | 13 | 35 | 41 | −6   |                                                                   |
| 12   | Deportivo Marítimo           | 37   | 34 | 10 | 7  | 17 | 38 | 57 | −19  |                                                                   |
| 13   | Muleño C.F.                  | 37   | 34 | 9  | 10 | 15 | 29 | 49 | −20  |                                                                   |
| 14   | F. C. Cartagena "B"          | 36   | 34 | 9  | 9  | 16 | 27 | 43 | −16  |                                                                   |
| 15   | S. F. C. Minerva             | 34   | 34 | 8  | 10 | 16 | 33 | 45 | −12  |                                                                   |
| 16   | C. D. Bullense (D)           | 29   | 34 | 7  | 8  | 19 | 29 | 58 | −29  | Descenso a Preferente Autonómica                                  |
| 17   | Alcantarilla F. C. (D)       | 28   | 34 | 7  | 7  | 20 | 21 | 65 | −44  | Descenso a Preferente Autonómica                                  |
| 18   | C. D. Plus Ultra (D)         | 9    | 34 | 2  | 3  | 29 | 23 | 92 | −69  | Descenso a Preferente Autonómica                                  |

Actualizado a los partidos jugados el 11 de mayo de 2025.
 Fuente: https://futbolme.com/resultados-directo/torneo/tercera-division-rfef-grupo-13/3074/
El C. D. Plus Ultra desciende dos categorías por motivos económicos.

## Tabla de resultados cruzados
| Local \ Visitante          | AGU | ALC | ATP | BAL | BUL | CAR | CAT | CIE | EPA | LOR | MAR | MIN | MUL | MUR | PLU | SAN | UCA | UMO |
| -------------------------- | --- | --- | --- | --- | --- | --- | --- | --- | --- | --- | --- | --- | --- | --- | --- | --- | --- | --- |
| Águilas F. C. "B"          | —   | 5–0 | 2–1 | 2–1 | 3–0 | 4–1 | 1–0 | 1–1 | 2–3 | 0–0 | 6–0 | 0–1 | 2–0 | 1–0 | 2–0 | 1–0 | 3–0 | 0–1 |
| Alcantarilla F. C.         | 2–1 | —   | 2–5 | 0–3 | 0–0 | 0–1 | 1–2 | 0–1 | 0–4 | 1–3 | 0–0 | 0–2 | 1–3 | 1–0 | 3–1 | 1–4 | 1–0 | 1–1 |
| Atlético Pulpileño         | 1–0 | 4–0 | —   | 1–0 | 0–0 | 0–0 | 1–0 | 1–1 | 1–0 | 1–2 | 0–0 | 1–0 | 1–0 | 0–1 | 4–1 | 0–1 | 1–0 | 2–1 |
| C. D. Bala Azul            | 0–2 | 1–1 | 1–1 | —   | 4–0 | 1–0 | 2–0 | 1–0 | 1–0 | 1–2 | 2–0 | 2–1 | 0–0 | 1–0 | 0–0 | 2–1 | 0–1 | 1–1 |
| C. D. Bullense Grana       | 1–1 | 3–0 | 2–0 | 2–1 | —   | 0–0 | 2–3 | 0–3 | 0–0 | 0–2 | 0–2 | 2–1 | 3–0 | 1–1 | 3–0 | 0–5 | 0–1 | 0–2 |
| U. D. Caravaca             | 0–0 | 2–1 | 0–0 | 0–0 | 4–1 | —   | 1–0 | 1–2 | 0–0 | 1–2 | 1–1 | 1–0 | 2–0 | 1–2 | 3–2 | 1–0 | 1–0 | 0–1 |
| F. C. Cartagena "B"        | 0–0 | 0–1 | 1–0 | 0–0 | 0–0 | 0–2 | —   | 0–0 | 3–1 | 1–2 | 1–2 | 0–0 | 2–0 | 1–1 | 2–1 | 3–3 | 1–0 | 0–2 |
| C. D. Cieza                | 2–0 | 4–0 | 1–0 | 2–1 | 2–0 | 5–1 | 3–0 | —   | 4–1 | 3–0 | 4–0 | 3–0 | 2–0 | 0–1 | 5–1 | 1–5 | 1–3 | 0–0 |
| El Palmar C. F.            | 1–1 | 1–1 | 0–1 | 0–0 | 2–1 | 1–0 | 1–1 | 3–2 | —   | 1–0 | 0–1 | 3–4 | 1–2 | 2–5 | 5–0 | 2–3 | 1–3 | 1–1 |
| C. F. Lorca Deportiva      | 0–0 | 3–0 | 0–0 | 2–0 | 2–1 | 2–1 | 6–0 | 0–0 | 1–0 | —   | 0–0 | 1–0 | 2–0 | 2–1 | 5–2 | 4–1 | 2–1 | 1–0 |
| Deportivo Marítimo         | 1–2 | 2–0 | 0–3 | 2–1 | 2–3 | 4–1 | 0–1 | 1–2 | 1–2 | 0–5 | —   | 3–1 | 1–1 | 2–0 | 3–0 | 1–4 | 1–3 | 1–2 |
| S. F. C. Minerva           | 0–1 | 0–1 | 0–0 | 0–0 | 2–1 | 1–2 | 2–1 | 0–6 | 0–1 | 2–2 | 1–0 | —   | 1–1 | 0–0 | 4–0 | 2–2 | 1–2 | 2–2 |
| Muleño C.F.                | 0–1 | 1–0 | 3–1 | 1–4 | 0–0 | 1–1 | 1–0 | 0–2 | 0–2 | 0–2 | 2–2 | 1–0 | —   | 1–1 | 2–1 | 1–3 | 1–1 | 0–0 |
| Real Murcia Imperial C. F. | 0–1 | 1–1 | 1–1 | 1–1 | 4–0 | 1–0 | 2–0 | 0–2 | 2–2 | 1–2 | 1–0 | 3–1 | 5–0 | —   | 0–2 | 1–1 | 0–0 | 2–0 |
| C. D. Plus Ultra           | 0–4 | 0–1 | 0–1 | 0–0 | 3–0 | 3–3 | 1–2 | 0–5 | 0–1 | 0–3 | 1–2 | 1–4 | 1–2 | 0–5 | —   | 0–2 | 0–3 | 0–1 |
| C. F. Santomera            | 2–0 | 3–0 | 0–0 | 1–1 | 4–0 | 3–2 | 2–1 | 1–1 | 0–2 | 2–1 | 3–2 | 0–0 | 0–3 | 1–0 | 4–0 | —   | 3–1 | 0–1 |
| UCAM Murcia C. F. "B"      | 3–2 | 0–0 | 0–1 | 1–0 | 1–1 | 2–0 | 1–1 | 2–1 | 2–2 | 0–1 | 1–1 | 2–0 | 2–2 | 0–1 | 2–1 | 5–0 | —   | 2–2 |
| Unión Molinense C. F.      | 1–1 | 3–0 | 3–1 | 1–1 | 3–1 | 1–0 | 1–0 | 2–2 | 2–2 | 1–0 | 3–0 | 0–0 | 2–0 | 3–0 | 6–1 | 2–2 | 2–0 | —   |

## Play Off de Ascenso a Segunda Federación
|  | Semifinales                                          | Semifinales                                          | Semifinales                                          | Semifinales                                          | Semifinales                                          |   |     | Final                                                | Final                                                | Final                                                | Final                                                | Final                                                |  |
|  | 17 de mayo de 2025 (ida) 25 de mayo de 2025 (vuelta) | 17 de mayo de 2025 (ida) 25 de mayo de 2025 (vuelta) | 17 de mayo de 2025 (ida) 25 de mayo de 2025 (vuelta) | 17 de mayo de 2025 (ida) 25 de mayo de 2025 (vuelta) | 17 de mayo de 2025 (ida) 25 de mayo de 2025 (vuelta) |   |     | 31 de mayo de 2025 (ida) 8 de junio de 2025 (vuelta) | 31 de mayo de 2025 (ida) 8 de junio de 2025 (vuelta) | 31 de mayo de 2025 (ida) 8 de junio de 2025 (vuelta) | 31 de mayo de 2025 (ida) 8 de junio de 2025 (vuelta) | 31 de mayo de 2025 (ida) 8 de junio de 2025 (vuelta) |  |
|  |                                                      |                                                      |                                                      |                                                      |                                                      |   |     |                                                      |                                                      |                                                      |                                                      |                                                      |  |
|  |                                                      |                                                      |                                                      |                                                      |                                                      |   |     |                                                      |                                                      |                                                      |                                                      |                                                      |  |
|  | 4.º                                                  | C. F. Santomera                                      | 0                                                    | 2                                                    | 2                                                    |   |     |                                                      |                                                      |                                                      |                                                      |                                                      |  |
|  | 4.º                                                  | C. F. Santomera                                      | 0                                                    | 2                                                    | 2                                                    |   |     |                                                      |                                                      |                                                      |                                                      |                                                      |  |
|  | 3.º                                                  | Unión Molinense C. F.                                | 0                                                    | 1                                                    | 1                                                    |   |     |                                                      |                                                      |                                                      |                                                      |                                                      |  |
|  | 3.º                                                  | Unión Molinense C. F.                                | 0                                                    | 1                                                    | 1                                                    |   | 6.º | C. F. Santomera                                      | 0                                                    | 0                                                    | 0                                                    |                                                      |  |
|  |                                                      |                                                      |                                                      |                                                      |                                                      |   | 6.º | C. F. Santomera                                      | 0                                                    | 0                                                    | 0                                                    |                                                      |  |
|  |                                                      |                                                      | 3.º                                                  | Atlético Pulpileño                                   | 0                                                    | 1 | 1   |                                                      |                                                      |                                                      |                                                      |                                                      |  |
|  | 6.º                                                  | Atlético Pulpileño                                   | 3.º                                                  | Atlético Pulpileño                                   | 0                                                    | 1 | 1   | 1                                                    | 1                                                    | 2                                                    |                                                      |                                                      |  |
|  | 6.º                                                  | Atlético Pulpileño                                   |                                                      |                                                      |                                                      |   |     | 1                                                    | 1                                                    | 2                                                    |                                                      |                                                      |  |
|  | 2.º                                                  | C. D. Cieza                                          | 0                                                    | 1                                                    | 1                                                    |   |     |                                                      |                                                      |                                                      |                                                      |                                                      |  |
|  | 2.º                                                  | C. D. Cieza                                          | 0                                                    | 1                                                    | 1                                                    |   |     |                                                      |                                                      |                                                      |                                                      |                                                      |  |
|  |                                                      |                                                      |                                                      |                                                      |                                                      |   |     |                                                      |                                                      |                                                      |                                                      |                                                      |  |

## Clasificado a la Copa del Rey
| Bandera de la Región de Murcia |
| C. F. Lorca Deportiva          |
| 1º Grupo                       |